# シャポン

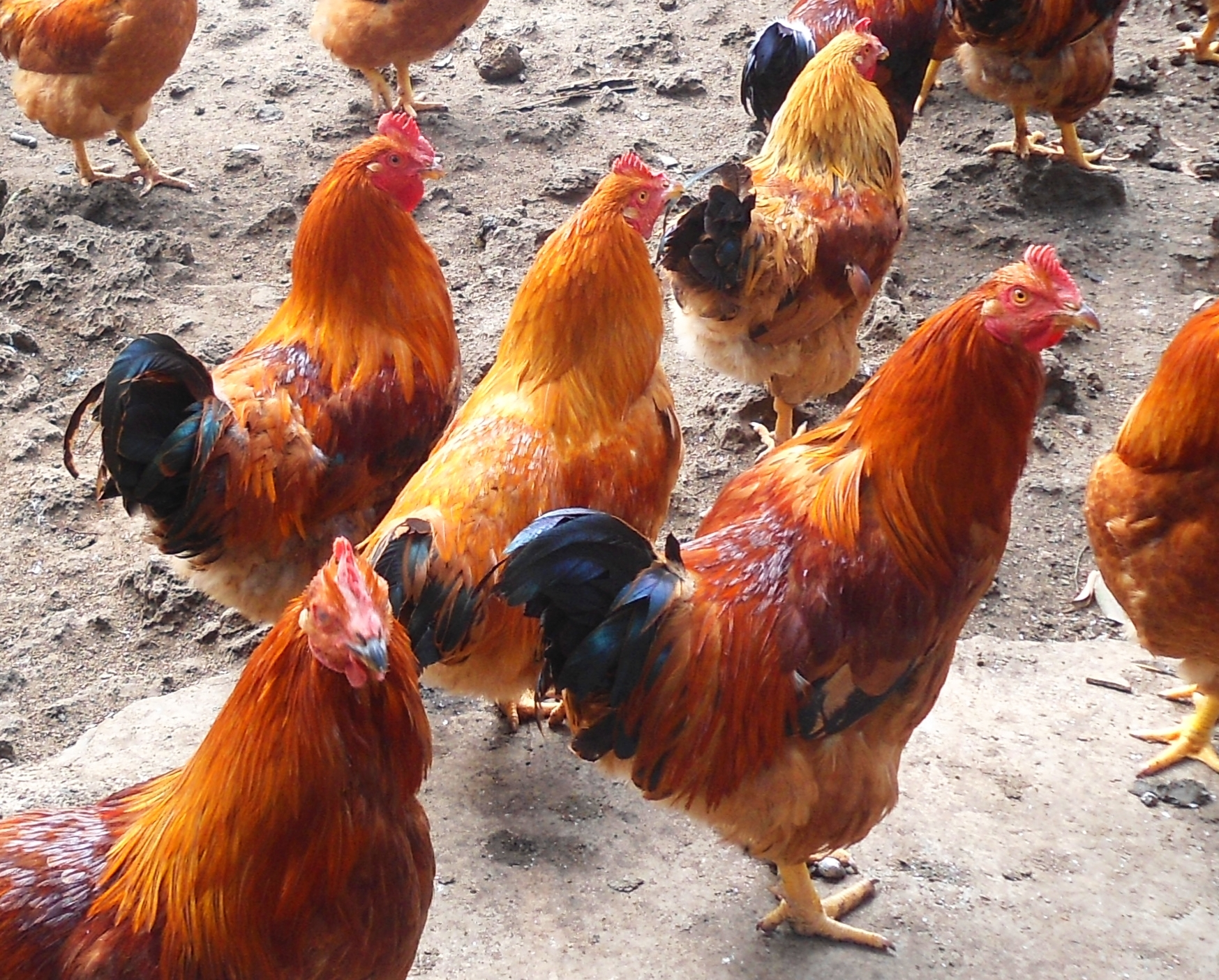
中国・海南省で飼育されるシャポン

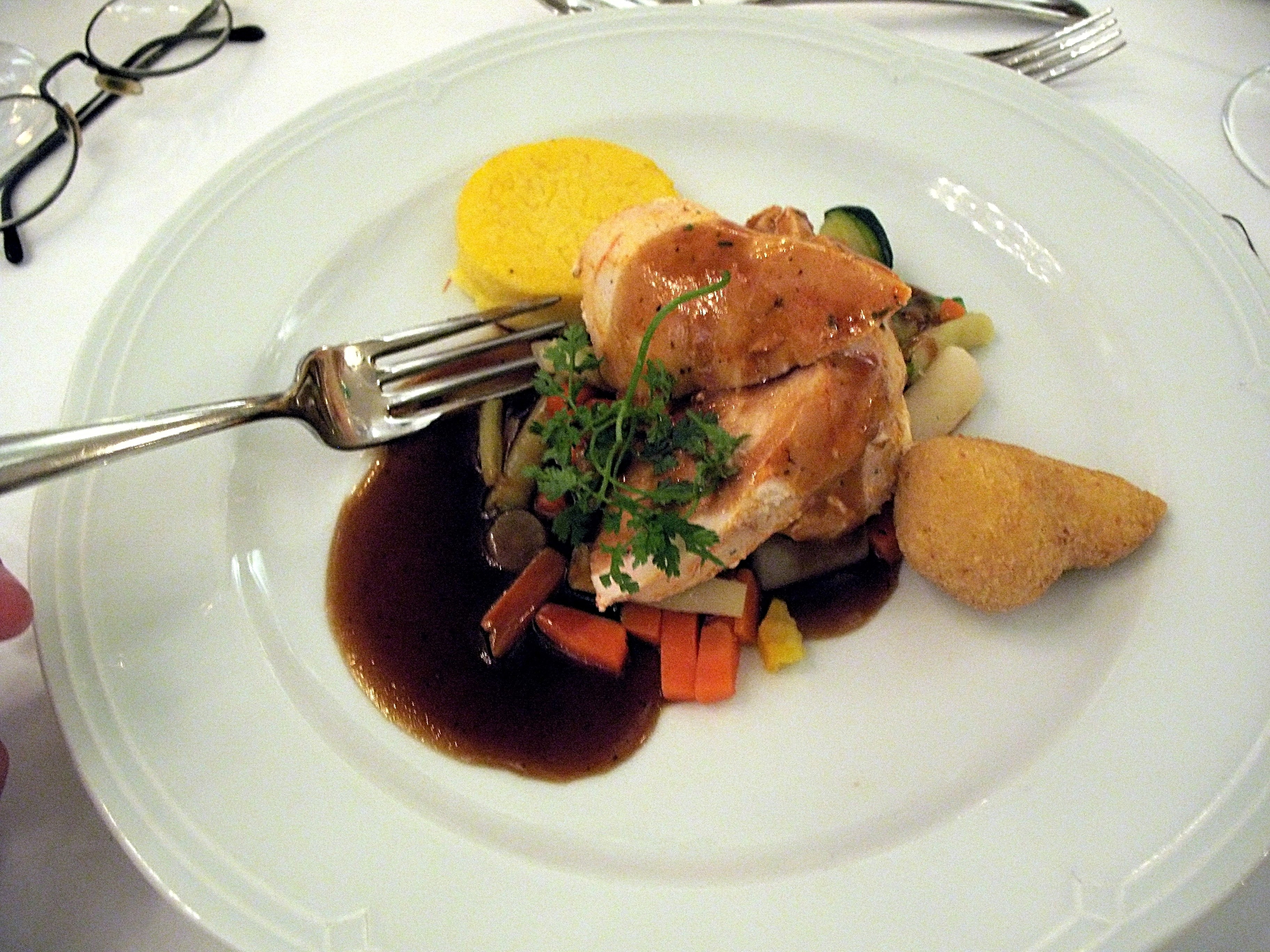
シャポン胸肉のロースト（オーストリア・ザルツブルク）

シャポン（フランス語: chapon）は、去勢された雄鶏、またはその鶏肉のこと。飼育が困難であり、希少性から「鶏肉の宝石」とも呼ばれる。

## 概要
去勢した雄鶏を飼育したものであり、高級食材として知られる。
日本の大分県において地鶏である冠地どり（かんちどり）のシャポンは去勢していない冠地どりやブロイラーの鶏肉と比べて以下のような特徴が確認されている。
- 肉質が有意に柔らかくなる。
- 肉色が有意に淡くなる。
- 鶏肉から検出される匂い成分の種類が少ない。

## フランス
フランスのブレス地方はAOCを名乗れるブレス鶏は通常は若鶏（体重1.2キログラム以上）として出荷されるが、時間をかけて大きく育てる肥育鳥（体重1.8キログラム以上）や、去勢してさらに大きく体重3キログラム以上に育てて出荷するシャポンもある。シャポンは特にクリスマスのご馳走として好まれている。
飼育期間は、肥育鶏で11週間以上、シャポンでは23週間以上になる。

## 日本
日本においては、去勢牛、去勢豚の技術はあったが、去勢鶏には雛鳥の肋骨の間から米粒サイズの精巣を取り除くという高度な技術が必要であったため普及しておらず、シャポンの生産は僅かである。
鶏肉における地域ブランド確立のためにシャポンの生産技術確立に向けての研究が進んでいる。
龍治農場（鹿児島県鹿屋市）が日本で初めて去勢鶏の生産に成功したとされ、シャポーン鹿児島鶏のブランド名で2005年から出荷を行っている。
岩手県の地鶏・南部かしわは雌の鶏肉のほうが柔らかくて、コクのあり、郷土料理の鍋物やひっつみなどにも合うという理由から、生産者は雌を好んで飼養する傾向がある。南部かしわのヒナの供給は岩手県農業研究センター畜産研究所が行っているが、余った雄ヒナを有効活用するためヒナの去勢技術の習得と雄ヒナをシャポンとして飼育することで有効利用が図られている
秋田県では比内地鶏が銘柄鶏としても知られるが、一般的に流通するのは雌鶏の肉のみで雄鶏は雛のうちに処分されていた。2014年頃から秋田県内の養鶏農家で雄の雛を有効活用するため比内地鶏の去勢鶏をあきたシャポンのブランドで生産、出荷を行っている。